# Cestum veneris
Pour les articles homonymes, voir Ceinture de Vénus.
Genre
Espèce
Synonymes
- Cestus veneris

Cestum veneris, la Ceinture de Vénus, est une espèce d'animaux marins appartenant à l'embranchement des cténophores ou « cténaires ».

## Description et caractéristiques
Elle doit cette appellation poétique à sa forme de ruban aplati et transparent, qui mesure parfois plus d'un mètre de longueur (au moins jusqu'à 1,50 m).
Cestum veneris est la seule espèce du genre Cestum.

## Habitat et répartition
C'est une espèce cosmopolite, qui se rencontre dans tous les océans du globe, plutôt au large mais parfois près des côtes, et à toutes les gammes de profondeur. 

### GenreCestum
- (fr + en) ITIS : Cestum Lesueur, 1813
- (en) NCBI : Cestum (taxons inclus)

### EspèceCestum veneris
- (en) Catalogue of Life : Cestum veneris Lesueur, 1813 (consulté le 16 décembre 2020)
- (fr + en) ITIS : Cestum veneris Lesueur, 1813
- (en) NCBI : Cestum veneris (taxons inclus)
- (fr) DORIS : espèce Cestus veneris
- (fr) INPN : Cestum veneris Lesueur, 1813 (TAXREF)